# Sarah Schenirer
Sarah Schenirer (Cracovie,Galicie, Pologne, 13 juillet 1883 - Cracovie, Galicie, Pologne, 1er mars, 1935) est une enseignante juive orthodoxe connue pour avoir créé en Pologne en 1917 les Bais Yaakov, premières écoles d'enseignement religieux juif pour les filles.

## Éléments biographiques
Sarah Schenirer naît le 13 juillet 1883, à Cracovie, en Galicie, en Pologne. Son père est Bezalel, Ha-Kohen Schenirer (26 novembre 1853-?), de Tarnów, en Galicie, en Pologne d'une famille dévote de fidèles Belz de la classe moyenne inférieure et, conformément à la loi sur l'enseignement obligatoire (et comme c'est courant à l'époque en Galicie), elle fréquente une école de langue et de culture polonaise. Son père, Bezalel, est un descendant du Shach et sa mère, Sheina Feiga, est une descendante du  Baal Shem Tov. Elle  commence à travailler comme couturière professionnelle à un jeune âge pour aider à l'économie familiale, mais en parallèle de son travail elle termine ses études en éducation et judaïsme. La Première Guerre mondiale affecte sa famille et à l'âge de 31 ans, elle se réfugiée à Vienne. A Vienne, elle se consacre à sa mission éducative-littéraire, pour tenter de lutter contre l'éducation non juive et la sécularisation des jeunes femmes juives, et de les ramener à la tradition religieuse. 
Son premier mariage échoue en raison d'une tragédie familiale. Dans ses dernières années, elle est remariée à Yitzhak Landa. Dans son journal, Schnirer décrit ses fiançailles : « À un moment propice et réussi, mes fiançailles ont eu lieu... » . Schenirer n'a pas d'enfants.. Sa mère, est Rosalia (Reizel) Lack (24 février 1855-?),. Sarah Schenirer a une sœur, Lea, et trois frères, Elias, Juda, et Israël.
Pendant huit ans, Sarah Schenirer suit les cours d'une école élémentaire publique. Elle envie la chance de ses frères de pouvoir étudier la Torah.
La famille Schenirer a des liens avec la dynastie hassidique de Belz et la dynastie hassidique de Tsanz.
Le père de Sarah Schenirer perçoit l'intérêt de Sarah pour les études juives. Il lui transmet des textes religieux traduits en yiddish.
Sarah, elle-même, s'inquiète de l'assimilation de ses amies. On l'appelle, « Sarah, la pieuse. »
Durant la Première Guerre mondiale, la famille Schenirer se réfugie à Vienne, en Autriche. Elle est influencée par les discours du samedi matin du rabbin Dr Moshe David Flesch,,,, un élève du rabbin Salomon Breuer, et un enseignant passionné des écrits du rabbin Samson Raphael Hirsch (1808-1888).

## Sarah Schenirer et le Mouvement Bais Yaakov: Chronologie
Sarah Schenirer fonde en 1917 le Mouvement Bais Yaakov, qui pour la première fois établit des écoles religieuses pour jeunes filles juives, d'abord en Pologne,  où environ 25 filles âgées de 13 à 14 ans étudiaient dans une petite salle. Sarah enseignait tous les domaines d'études : religion, vertus, hébreu, yiddish, Écriture Rachi, Histoire d'Israël et artisanat.
Le nom Bais Yaakov est basé sur un midrash interprétatif du verset qui décrit le don de la Torah dans le livre de l'Exode, chapitre dix-neuf : " Yaakov - ce sont les femmes, et dites aux enfants d'Israël - ce sont les hommes. " ".
Une plaque commémorative sur le bâtiment de Bais Yaakov pour les premiers enseignants de Cracovie en 2016.
Son école a connu du succès et s'est agrandie et, en 1924, a terminé le premier cycle du cours de formation des enseignants du réseau. L'école s'est agrandie et est devenue un réseau éducatif religieux pour les filles, sous les auspices du mouvement Agudat Israël. En 1937, plus de deux cent cinquante écoles appartenaient à ce réseau (même si la plupart étaient des écoles d'enseignement complémentaire). La chaîne s'appelait "Beit Yaakov", et elle existe à ce jour dans presque toutes les communautés israéliennes qui mènent un style de vie orthodoxe-haredi.
L'arrière-plan de la mise en place du réseau d'éducation est une décision au XXe siècle par « Chafetz Chaim », Rabbi Israël Meir HaCohen, qui croyait que la détermination du Talmud sur le sujet de l'étude de la Torah pour les femmes se référait à certaines circonstances qui ne sont plus appliquer. Elles supposaient l'existence d'une atmosphère dans laquelle « les traditions et les coutumes anciennes étaient enracinées », et les filles apprenaient le judaïsme non pas par une étude formelle mais simplement en observant ce qui se passait à la maison. Aujourd'hui, deux choses ont changé, a affirmé Hafetz Haim : d'abord, la famille juive était en train de se désintégrer - certaines familles se sont éloignées de la religion, d'autres ont été séparées en raison des vagues d'immigration en provenance d'Europe de l'Est ; Deuxièmement, les filles ont fait des études d'enseignement général et doivent être équilibrées dans l'éducation juive afin qu'elles n'abandonnent pas complètement le judaïsme. Dans cette nouvelle atmosphère, il y a une obligation religieuse d'offrir aux filles une éducation juive. Par conséquent, « si cela n'est pas fait », a écrit Hafetz Haim, « ils peuvent s'écarter complètement de la voie de Dieu et ignorer les fondements de la religion ».
La chronologie a été adaptée de celle établie par l'historien américain de la Shoah David Kranzler (1930-2007) et présentée en 1999.

## Activité littéraire
Schnirer est considéré comme le pionnier de la nouvelle écriture littéraire pour les filles religieuses. Pour eux, elle a écrit des histoires, des pièces de théâtre éducatives et des chapitres moraux, qui ont été imprimés dans la presse religieuse pour enfants en Pologne en yiddish. Ses œuvres ont été largement diffusées à l'époque et certaines d'entre elles ont été traduites en hébreu.
Sarah Schnirer a publié une vingtaine de volumes en yiddish, de la fiction, des livres pour enfants, des pièces de théâtre, des articles pédagogiques et d'instruction religieuse. Et a également publié une autobiographie sur sa vie et son travail. Après sa mort, plusieurs biographies ont été écrites sur elle, et tous ses écrits ont été publiés en plusieurs éditions à l'initiative du mouvement Agudat Israël.
Schnirer a été la fondatrice de l'Association des filles d'Agudat Israël, une filiale d'Agudat Israël pour les femmes, a pris la parole lors des conférences du mouvement , et la formation pour l'aliya d'Eretz Israël du mouvement qui opérait à Varsovie l'a appelée la 'Sarah Bat Groupe Tovim', d'après Schnirer.

## La mère des Bais Yaakov
La création du mouvement Bais Yaakov,,,,,,,,,,,,,,,,,,,, a eu une influence incontestable et durable sur le devenir de l'éducation des jeunes filles juives orthodoxes, et par extension sur l'éducation juive en général.

## Sa mort
À l'âge de 52 ans, elle tombe malade et le 1er mars 1935, elle décède. Elle est enterrée dans le "nouveau" cimetière de "Plaszow" (une banlieue du sud de Cracovie) sur la rue Abrahama 3. Des milliers de personnes assistent aux funérailles dans la ville de Cracovie et les grands rabbins ont prononcé la nécrologie, dans la synagogue Rama. Une place spéciale lui est attribuée au cimetière. Le rabbi Yehuda Leib Orlian lui succède en tant que directeur de Beit Yaakov. Le cimetière a été détruit pendant la Shoah et en 2003 une pierre tombale a été reconstruite .

## Commémoration
Une rue qui porte son nom se trouve dans le quartier de Kiryat Belz à Jérusalem, et une rue qui porte son nom existe également à Netanya. En outre, un certain nombre d'institutions et d'écoles du réseau Beit Yaakov portent son nom.

## Le Testament de Sarah Schenirer
Le Testament de Sarah Schenirer est la dernière lettre écrite par Sarah Schenirer à ses étudiantes, à l'occasion de leur fin d'études. Elle est écrite en janvier 1935 d'un lit d'hôpital avant son départ pour Vienne, où elle va subir une opération qui ne va pas prolonger sa vie.